# 蔡和
蔡 和（さい か、または、さい わ）は、中国の通俗歴史小説『三国志演義』に登場する架空の武将。蔡瑁の従弟。なお、同じく蔡瑁の従弟とされている蔡中との関係は『演義』の文面からは不明である。

## 概要
| 姓名         | 蔡和                                                          |
| 出身地       | 荊州襄陽郡                                                    |
| 職官         | -                                                             |
| 陣営・所属等 | 劉表→曹操                                                     |
| 家族・一族   | 一族：蔡瑁〔従兄、実在〕 蔡勲〔従兄弟〕 蔡中〔従兄弟?,兄弟?〕 |

劉表配下として登場する。後に曹操に仕えた。蔡瑁の命令で劉備を暗殺すべく襄陽の東門で嶮山への道筋を固める。建安13年（208年）の赤壁の戦い直前に従兄蔡瑁が処刑されると、曹操の傘下に入って蔡中と共に呉に偽りの投降をする。周瑜はこの投降を偽りと見抜いており、苦肉の策成就のため利用し、これを成功させる。いよいよ赤壁の戦いが開戦するとなった時、周瑜に引き出されて策略が露見していたのを知り、呉軍士気高揚のために斬首された。
なお、吉川英治の小説『三国志』と横山光輝の漫画『三国志』では、蔡中と共に蔡瑁の甥とされている。また、『演義』では、斬首後の血を軍旗に浸しただけであるが、横山『三国志』では、首級が祭壇に供えられるという末路になっている。